# 斯科蒂·詹姆斯 (篮球运动员)
小大衛·史考特·詹姆斯（1996年11月7日—）為美國男子籃球運動員，現效力於全国男子篮球联赛香港金牛。
2015年詹姆斯進入布拉德利大學就讀，但詹姆斯能發揮的空間不大，在母親幫助下詹姆斯轉學到自由大學，詹姆斯代表自由大學出賽三年，累計數據為1323分、891籃板。2020-21、2021-22賽季詹姆斯效力於德國以及以色列聯賽。2022年11月中国男子篮球职业联赛天津荣钢宣布與詹姆斯完成簽約。2023年3月2日，天津荣钢對陣浙江广厦，詹姆斯在比賽第二節一次灌籃後落地時臉部著地，導致門牙斷裂和鼻樑骨折，當場沒了意識，事後詹姆斯臉部縫了25針，賽季也因此報銷，詹姆斯該季場均上陣19.1分鐘，可貢獻15.6分、8.4籃板、2.1助攻。天津荣钢在2023-24賽季開始前與詹姆斯完成續約，詹姆斯該季特地將父母以及妻女接到天津，三女兒因此出生在天津。2024年1月30日，天津荣钢作客广东宏远，詹姆斯上場45分鐘，全場43投22中，攻下生涯新高63分，並摘下21個籃板，率隊以133比117笑納勝利。2023-24賽季CBA聯賽詹姆斯代表天津荣钢出賽52場，場均挹注26.5分、13.0籃板、2.9助攻。2024年4月詹姆斯加入波多黎各職業籃球聯賽卡羅利納巨人。2024年5月《北京青年报》報導天津荣钢與詹姆斯達成續約協議。2025年4月詹姆斯加盟全国男子篮球联赛香港金牛。

## 外部連結
- 斯科蒂·詹姆斯在fiba.basketball（英语）
- 斯科蒂·詹姆斯在中国男子篮球职业联赛官網
- 斯科蒂·詹姆斯在Basketball-Reference.com（國際）（英语）
- 斯科蒂·詹姆斯在Sports-Reference.com（NCAA）（英语）
- 斯科蒂·詹姆斯在Eurobasket.com（球員）（英语）
- 斯科蒂·詹姆斯在Proballers（英语）
- 斯科蒂·詹姆斯在RealGM（英语）
- 斯科蒂·詹姆斯在中国篮球数据库
- 斯科蒂·詹姆斯在Flashscore（英语）
- 斯科蒂·詹姆斯在Flashscore（英语）
- 斯科蒂·詹姆斯在Flashscore（英语）